# Gastonia (planta)
Gastonia és un gènere botànic de dicotiledònies, de la família de l'Hedera i del ginseng, Araliaceae. La representen 9 espècies.

## Taxonomia
- Gastonia cutispongia
- Gastonia duplicata
- Gastonia elegans
- Gastonia lionnetii
- Gastonia rodriguesiana
- Gastonia sechellarum
  - G. sechellarum var. contracta
  - G. sechellarum var. curiosae
  - G. sechellarum var. sechellarum
- Gastonia serratifolia
- Gastonia spectabilis